# نامازو (اسطوره ژاپنی)

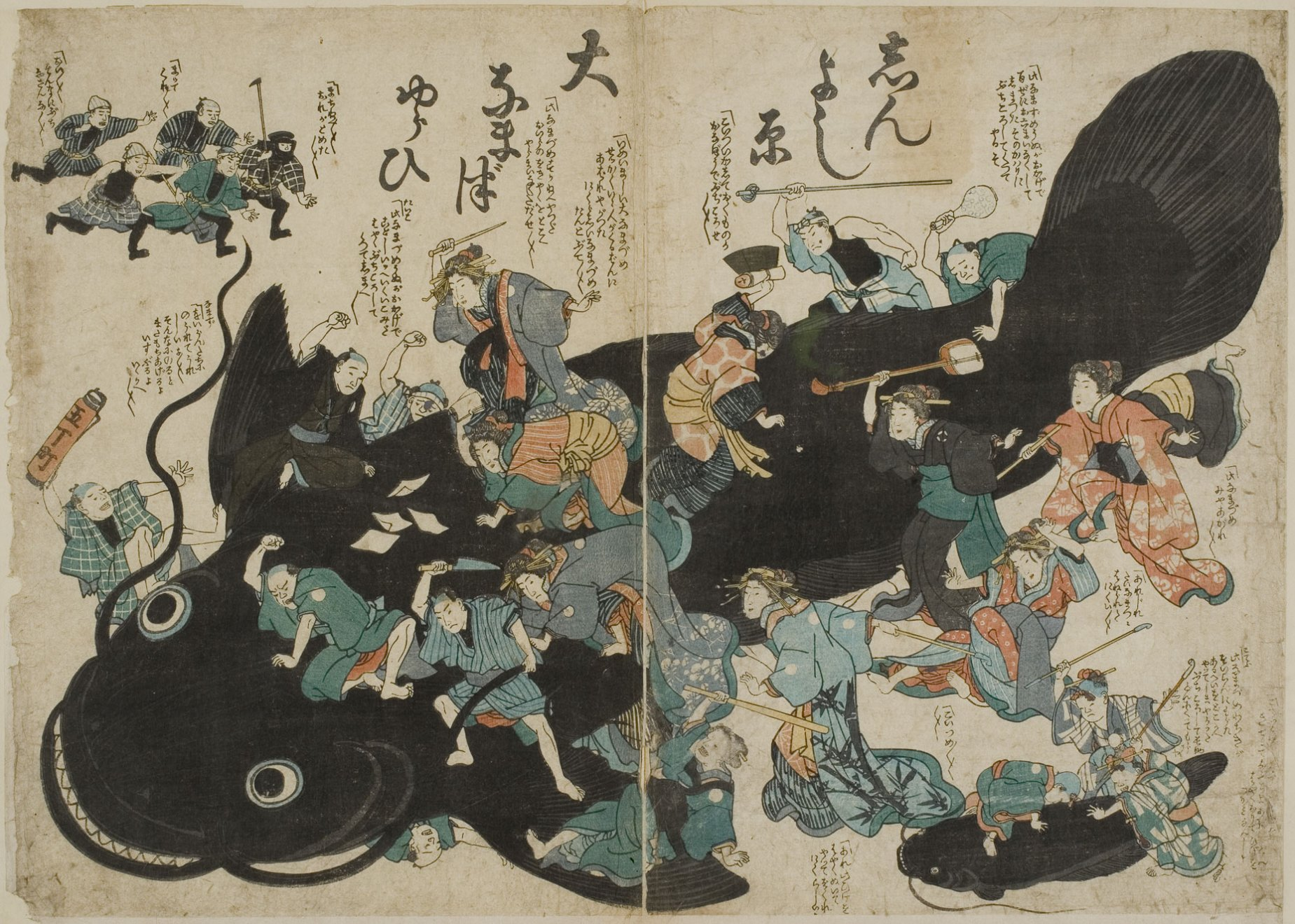
تصویری از انسان‌ها در حال نبرد با نامازو

نامازو (به ژاپنی: 鯰 Namazu) یا اونامازو (大鯰) یک گربه‌ماهی غول‌پیکر است که در اسطوره‌شناسی ژاپنی موجب به وجود آمدن زمین‌لرزه می‌شود. نامازو در گل زیر جزایر ژاپن زندگی می‌کند و توسط ایزد تاکه‌میکازوچی در کاشیما محافظت می‌شود، که این گربه‌ماهی را توسط سنگ مهار می‌کند. زمانی که ایزد کاشیما او را رها می‌سازد، نامازو خود را به اطراف می‌کوبد و سبب ایجاد زمین‌لرزه‌های شدید می‌شود.